# Megalastrum magnum
Megalastrum magnum là một loài thực vật có mạch trong họ Dryopteridaceae. Loài này được (Baker) Holttum miêu tả khoa học đầu tiên năm 1986.